# تلمبه داود اسفندیارپور
تلمبه داود اسفندیارپور روستایی در دهستان گلستان بخش گلستان شهرستان سیرجان استان کرمان ایران است.

## جمعیت
بر پایه سرشماری عمومی نفوس و مسکن در سال ۱۳۹۵ جمعیت این مکان ۹ نفر (۵خانوار) بوده‌است.